# Limnophila hyssopifolia
Limnophila hyssopifolia är en grobladsväxtart som beskrevs av Albrecht Wilhelm Roth. Limnophila hyssopifolia ingår i släktet Limnophila och familjen grobladsväxter. Inga underarter finns listade i Catalogue of Life.